# Herreriopsis
Herreriopsis is een geslacht uit de aspergefamilie. Het geslacht telt een soort: Herreriopsis elegans. Deze komt voor op Madagaskar.